# Hapsa Xan

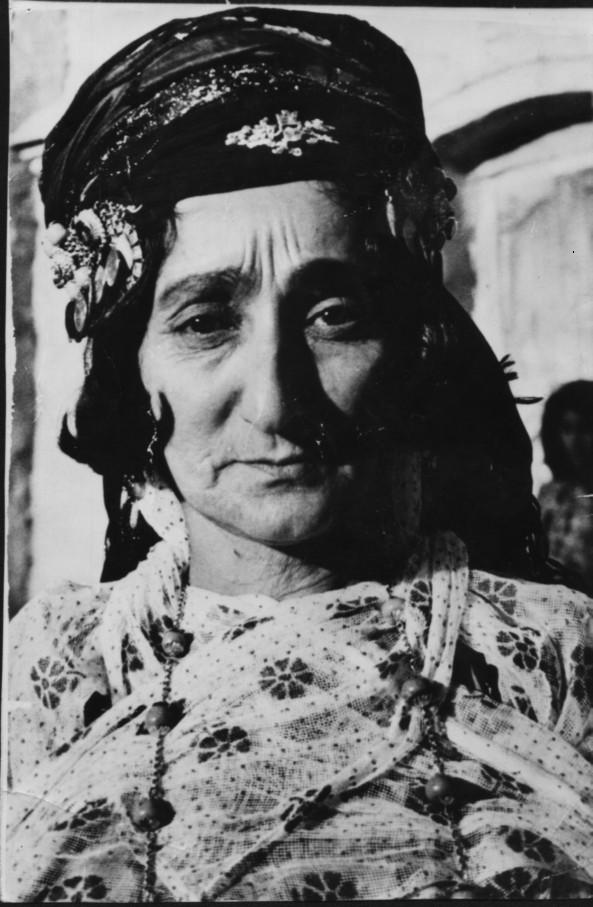
Hapsa Xan

Hapsa Xan oder Hapsa Chān (kurdisch حەپسە خانی; * 1891 in Sulaimaniyya, Osmanisches Reich; † 12. April 1953) war eine frühe kurdische feministische und nationalistische Führerin, die die erste Frauenschule im Irak gründete. Die Organisation hieß Kurdischer Frauenverband.
Sie wurde 1891 in Sulaymaniyyah in eine prominente kurdische Familie geboren. Sie war die Tochter von Scheich Marif und Salma Xan. 1926 spielte sie eine bedeutende Rolle bei der Gründung der ersten Schule für Mädchen in Sulaymaniyah, „indem sie mit den Lehrern von Haus zu Haus ging, um so viele Mädchen wie möglich anzumelden und sogar die Eltern davon zu überzeugen, ihre Töchter zur Schule zu schicken“. Die deutsche Fotografin Lotte Errell beschrieb Hapsa Xan als eine Frau, „deren Ehemann aufsteht, wenn sie den Raum betritt“.
1920 heiratete Xan den kurdischen Führer Scheich Qadir Hafid, den Bruder von Mahmud Barzandschi, der eine führende Rolle im kurdischen Widerstand gegen die britische Besatzung spielte. Xan spielte eine Rolle bei der Revolte, indem sie ihn finanzierte, andere davon überzeugte, sich ihr anzuschließen, und Proteste in Sulaimaniyya organisierte.
1930 sandte Xan einen Brief an den Völkerbund, in dem er sich für kurdische Rechte und einen kurdischen Staat einsetzte. Als Qazi Mohammed 1946 die Republik Mahabad gründete, unterstützte sie die Entscheidung, die Unabhängigkeit zu erklären.
Nach ihrem Tod im Jahr 1953 wurde ihr Zuhause eine Schule. Xan hat weiterhin einen starken Einfluss auf moderne kurdische Frauen. Im Februar 2019 berichtete Kurdistan24, dass die Gewinnerin eines Modewettbewerbs in Sulaymaniyyah ihren Entwurf für ein traditionelles Kostüm auf Hapsa Xans Stil stützte.